# アレクサンドリアの大灯台
アレクサンドリアの大灯台（アレクサンドリアのだいとうだい、英: Lighthouse of Alexandria）は、紀元前3世紀頃にエジプトのアレクサンドリア湾岸のファロス島に建造された灯台。ファロス島の大灯台、あるいはアレクサンドリアのファロスとも呼ばれる。
ファロス島は、アドリア海にも同名の島（現在のフヴァル島）があるが、ここで言及されるのは、アレクサンドリア港の一方の端に人工の埋め立てにより出来上がった半島の突端にあった小さな島である。世界の七不思議のひとつ。ただし、ビザンチウムのフィロンの選出した七不思議には含まれていない。14世紀の二度の地震によって全壊したが、七不思議の中ではギザの大ピラミッド、マウソロス霊廟に次ぐ長命な建造物だった。

## 歴史

### 伝説
伝説によれば、戦時には鏡の反射光を敵の船めがけて照射して、船が海岸に到達する前に燃やすことができたという。しかしながら、灯台が存在した当時の光学技術、光反射技術の水準では、船を燃やすのはまず不可能である。一方、灯台の光は約56キロメートル（約35マイル）離れた海岸からも見ることができたという伝説もあり、こちらはおそらく可能だろうと考えられている。

### 建造に至る経緯

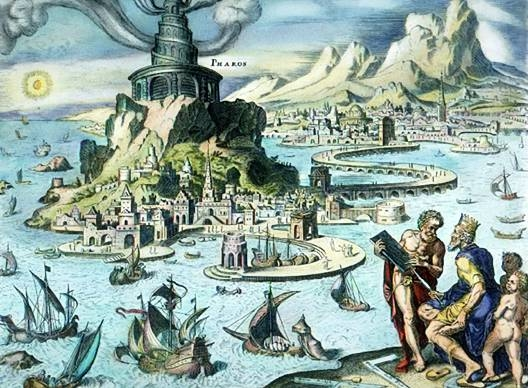
16世紀にヘームスケルクが描いた想像図

紀元前332年、アレクサンドロス3世によってナイル河口にアレクサンドリアが建造された。アレクサンドロスの死後、エジプトは彼の部下であるプトレマイオス1世の統治下に置かれ、ここにプトレマイオス朝が開かれた。プトレマイオス朝はアレクサンドリアを首都としたが、この都市の周辺は平坦な土地が広がっており、沿岸航行や入港の際に陸標となるものが何もなかった。そのためプトレマイオス1世は陸標となる灯台の建造を決定した。
建造の指揮はクニドスのソストラトスに任せられた。建造地にはアレクサンドリア湾岸のファロス島が選ばれた。島とアレクサンドリア港との間は人工的な通路で結ばれた。紀元前305年から工事を開始し、完成したのはプトレマイオス2世の代だった。

### 顛末

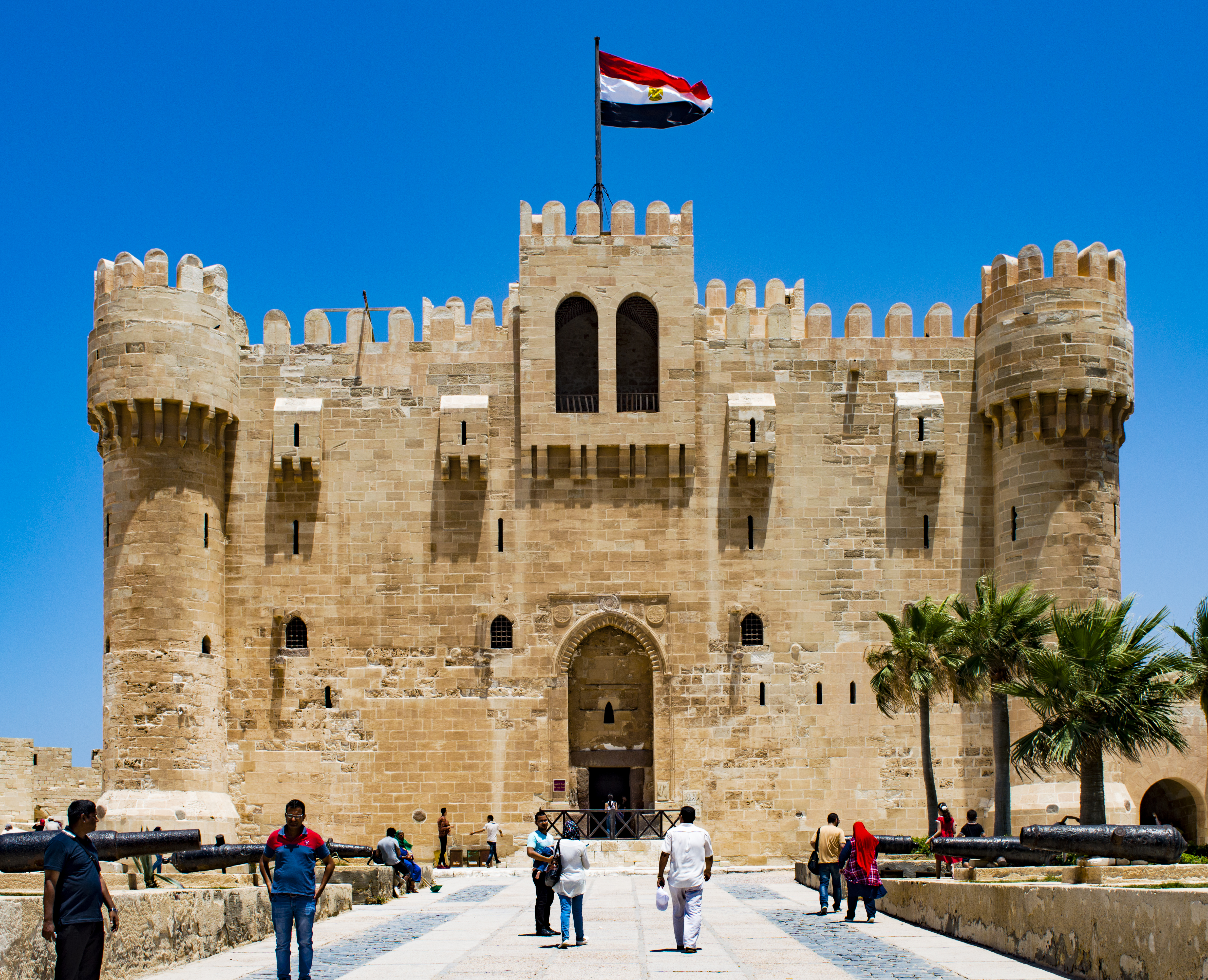
カーイト・ベイの要塞

796年の地震で大灯台は半壊し、その後の1303年と1323年の地震で完全に崩壊した。14世紀の旅行家イブン・バットゥータは、崩壊のために中に入ることもできないと記している。1480年頃、跡地に灯台の残骸を利用してカーイト・ベイの要塞が建造された。
その後人々の記憶からは忘れ去られていたが、1968年に海底から灯台の一部と思われる遺跡が発見された。しかしこの区域は軍事上の理由で調査は保留となり、本格的な調査は1990年代初頭にフランスの調査チームが開始した。フランスの調査チームは1994年に遺跡と断定できる柱や彫像などを発見した。その後衛星調査によってさらに詳細の解明が進んだ。
アレクサンドリアの大灯台は、七不思議の中では現在残るギザの大ピラミッドに次いで存続した建造物である。

## 構造

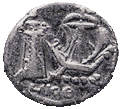
ローマ時代のコイン

灯台の全高は約134メートル（約440フィート）。ギザの大ピラミッド（147メートル）を除くと、建造当時は地球上で最も高い人工物の1つだった。建材には大理石が用いられ、ブロック状に切り出したものを積み上げていった。形状の異なる3つのセクションで構成されており、方形の基層部の中央に塔があり、下層部は四角柱、中層部はひとまわり細い八角柱、上層部はさらに細い円柱形だった。頂点には鏡が置かれ、日中はこれに陽光を反射させ、夜間は炎を燃やして反射させていた。その様子はアレクサンドリアの鋳造所で作られたローマ時代のコインに見ることができる。灯台の四つ角には、角笛を吹く海神トリトンの彫像が置かれていた。また、ローマ時代には頂点にも彫像が置かれていた。
内部には、螺旋状の通路が設けられ、そこをロバを使い薪を運んでいたと考えられている。

### 諸文献での記述
大灯台が一部健在であった中世では、通例、アラビア語・ペルシア語の地誌や驚異譚などにおいてアレクサンドリアが紹介される場合は必ず大灯台についても言及されていた。1183年にスペインのムワッヒド朝下のグラナダから地中海を横断してアレクサンドリアで下船したイブン・ジュバイルは大灯台についても言及しており、それによると大灯台は海上から70ミール（約140キロメートル）からでも確認出来たといい、基礎の四辺の1辺は50バーウ（約100メートル）で、150カーマ（人の背丈150人分の高さ）以上だったと述べ、その巨大さに圧倒されたと旅行記で感嘆している。また、13世紀半ばの著述家ザカリヤー・カズヴィーニーも著書『被造物の驚異』（en、عجائب المخلوقات、ʿAjā'ib al-makhlūqāt）や『諸国の事跡』（ar、آثار البلاد、Āthār al-Bilād）などでアレクサンドリアの大灯台が三重構造であったことを図示している。
また中国まで伝わり、南宋の泉州提挙市舶司であった趙汝适による『諸蕃志』（1225年）に次のとおり記述される。

| 遏根陀國 遏根陀國、勿斯里之屬也。相傳古人異人徂葛尼、於瀕海建大塔、下鑿地為兩屋、塼結甚密、一窖糧食、一儲器械、塔高二百丈、可通四馬齊驅而上、至三分之二、塔心開大井、結渠透大江以防他國兵侵、則舉國據塔以拒敵、上下可容二萬人、內居守而外出戰。其頂上有鏡極大、他國或有兵船侵犯、鏡先照見、卽預備守禦之計。近年為外國人投塔下。執役掃洒數年、人不疑之、忽一日得便、盜鏡抛沉海中而去。 | 遏根陀國 遏根陀國（アレクサンドリア）は勿斯里國（ミスル エジプトのこと）と同族である。傳承によれば、その昔、けたはずれの徂葛尼（ズルカルナイン アレクサンドロス3世）なる偉人がおり、海にほど近いところに大きな塔を建て、その地下を鑿って雨棟の穴倉をつくり、レンガでびっしり積み固め、一方には食糧を貯わえ、他方には武器をしまった。 塔の高さは二百丈あり、馬四頭が横に並んで三分の二のところまで驅け上ることが出來る。塔の中心部には大きな井戸が鑿たれ、防禦のため堀割をもうけ、大江の水をひいてある。他國の兵が侵攻してくると、國をあげてこの塔に立て籠り敵を拒ぐ。塔の上下にはあわせ二萬人を収容でき、守りを固めたり撃って出たりするのである。塔の頂上にはすこぶる大きな鏡がすえつけられており、他國がもし軍船をもって侵犯してくれば、いちはやく鏡に映し出され、すぐさま守禦の體勢が整うというわけである。近年、ある外國人が塔下にやってきて、數年にわたり清掃作業にあたった。この國の人びとは彼に疑いを抱かなかったが、ある日突然に隙をみて鏡を盗み出し、海中にほうり込んで逃げ去った。 |
| — 『諸蕃志』卷上 | —『諸蕃志』巻上 |

その内容は、勿斯里（ミスル　エジプトのこと）の遏根陀國（アレキサンドリア）の徂葛尼（ズルカルナイン（双角王））による大塔とその鏡が外国人によって捨てられたというものである。

## 影響

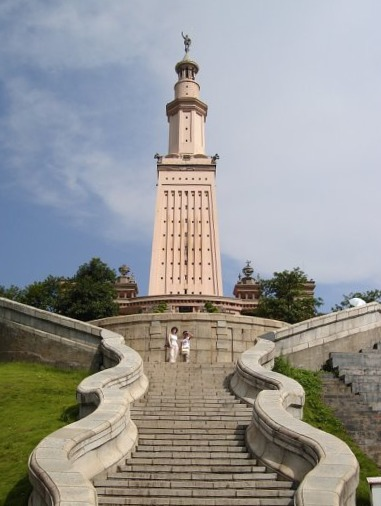
中国のテーマパーク、長沙世界之窓に縮尺再現された大灯台

この大灯台のために、Φάρος（希: Pharos、ファロス） はロマンス諸語において「灯台」を表す語の語源となった。フランス語: phare、イタリア語: faro、ポルトガル語: farol、スペイン語: faroなどがそれにあたる。
また、イスラム教のモスクに付随するミナレットの形状は、特に北アフリカのマグリブ諸国のものは方形プランの高い台座型楼塔に頂塔をさらに乗せる形式が一般であるが、大灯台と同じ三層構造に酷似しており影響が指摘されている。
なお、アル・マスウーディーの『黄金の牧場と宝石の鉱山』(Murūj al-Dhahab wa Ma'ādin al-Jawāhir 「ムルージュ・アッ＝ザハブ・ワ・マアーディン・アル＝ジャワーヒル」 947年頃）の伝説では塔を半分とその鏡を破壊し逃走したのは東ローマ帝国の宣教師とされている。